# Ernesto Cordero
Ernesto Javier Cordero Arroyo (Ciudad de México, 9 de mayo de 1968) es actuario, servidor público y político mexicano. Se desempeñó como secretario de Desarrollo Social de 2008 a 2009 y secretario de Hacienda y Crédito Público de 2009 a 2011 durante el gobierno del presidente Felipe Calderón.

## Biografía y estudios

### Familia
Ernesto Cordero nació en la Ciudad de México, Distrito Federal, el 9 de mayo de 1968. Hijo de Ernesto Cordero Galindo, un médico catedrático de la Universidad Nacional Autónoma de México (UNAM), y de Graciela Arroyo (enlace roto disponible en Internet Archive; véase el historial, la primera versión y la última)., enfermera, quien dirigió durante dos periodos la Escuela Nacional de Enfermería y Obstetricia de la UNAM. El 16 de mayo de 2006, Marta Sahagún de Fox inauguró la explanada de las enfermeras ilustres y develó un busto en su honor en la sede de la Secretaría de Salud. Tiene una hermana: Graciela Cordero Arroyo, pedagoga de la UNAM y doctora en Educación por la Universidad de Barcelona.

### Estudios
Cordero es actuario egresado del Instituto Tecnológico Autónomo de México. Obtuvo la maestría en Economía en la Universidad de Pensilvania, en donde también cursó estudios doctorales.

## Carrera laboral y política
Al término de sus estudios de postgrado, en el año 2001 Ernesto Cordero ocupó la Dirección General de la Fundación Miguel Estrada Iturbide del  PAN, institución encargada de dar asesoría técnica en proyectos legislativos a los integrantes del Grupo Parlamentario del PAN en la Cámara de Diputados.
- En 2003 fue director de Administración Integral de Riesgos en el BANOBRAS.

- En 2004 fue nombrado Subsecretario de Planeación Energética y Desarrollo Tecnológico en la Secretaría de Energía.

- En 2006 fue nombrado Subsecretario de Egresos en la Secretaría de Hacienda y Crédito Público.

- En 2008 fue nombrado Secretario de Desarrollo Social.

- En 2009 fue nombrado Secretario de Hacienda y Crédito Público.

Ernesto Cordero ha sido profesor, de Economía Internacional en la Universidad de Pensilvania; de Economía y Estadística en el Instituto Tecnológico Autónomo de México y de Econometría en el Centro de Investigación y Docencia Económicas y en la Universidad Panamericana.
En 2004, junto con un grupo reducido de funcionarios públicos, renunció a su cargo como Subsecretario de Energía y Desarrollo Tecnológico en la Secretaría de Energía (SENER), para acompañar al entonces titular de la SENER, Felipe Calderón, en su precandidatura a la Presidencia de la República. En esta campaña, Cordero se desempeñó como Coordinador de Políticas Públicas.

### Secretario de Desarrollo Social
El 15 de enero de 2008, el presidente Felipe Calderón lo nombró titular de la Secretaría de Desarrollo Social, en sustitución de Beatriz Zavala Peniche.
Durante su administración, dio atención oportuna a la crisis financiera internacional de 2008 y 2009. Para contrarrestar el aumento en precios internacionales de los alimentos, incorporó nuevos apoyos en los programas sociales y aseguró la estabilidad de precios en las regiones más marginadas del país:
Ernesto Cordero tuvo un rol determinante en la atención de la epidemia de influenza AH1N1 al apoyar en la coordinación de la estrategia de atención en conjunto con la Secretaría de Salud.
De 2007 a 2009 se colocaron 1 millón 300 mil pisos firmes, beneficiando a casi 4.8 millones de personas.
Durante 2009 se amplió la cobertura del Programa 70 y más, que apoya a las personas de la tercera edad, para poblaciones con hasta 30 mil habitantes, incrementando el número de beneficiarios en casi 200 mil.

### Secretario de Hacienda y Crédito Público
El 9 de diciembre de 2009, el presidente Calderón lo nombró titular de la Secretaría de Hacienda y Crédito Público en sustitución de Agustín Carstens. Es el primer Secretario de Hacienda de filiación Panista.
- Como Secretario de Hacienda
- Durante 2010 los ingresos tributarios no petroleros, es decir, aquellos que provienen de los impuestos no relacionados al petróleo, lograron su máximo histórico equivalente al 10% del PIB.

- El padrón de contribuyentes alcanzó la cifra histórica de 38.9 millones de personas con un aumento de 4.8 millones de contribuyentes en solo 1 año, el mayor aumento de la base de contribuyentes desde 2005.

- Con Ernesto Cordero al frente de la Secretaría de Hacienda se implementó la factura electrónica y en 2011 se logró un nuevo récord de declaraciones en línea de personas morales (empresas) con un aumento de casi 10% en comparación con el año pasado. El incremento en el uso de internet para presentar la declaración anual en 2011 es notable, 99% de las declaraciones se recibieron por este medio, un incremento también de casi 4%, en comparación con 2010.

- 98% de las viviendas en México cuentan con energía eléctrica (vs 95% en 2000) y el 91.5% disponen de agua de la red pública (vs 88% en 2000).
- Se disminuyó en más del 50% el porcentaje de viviendas con piso de tierra, pasando de 13.2% a 6.2% entre 2000 y 2010.
- Hoy más de 25.4 millones de viviendas disponen de drenaje (90.3%), es decir, 8.6 millones más que en 2000.
- Más del 95% de las viviendas disponen de sanitario (vs 86% en 2000), es decir, 8.4 millones de hogares más que en el 2000.

El 9 de septiembre de 2011, renunció a su cargo como Secretario de Hacienda para competir por la candidatura presidencial del Partido Acción Nacional.

### Comités nacionales e internacionales
Ha sido Presidente del Comité de la Asamblea de Gobernadores del Banco Interamericano de Desarrollo (BID); Copresidente del Comité de Transición de las Naciones Unidas para el Diseño del Fondo Verde Climático; Copresidente del Grupo de Trabajo del G-20 para la Revisión del Sistema Monetario Internacional; Consejero en la Junta de Gobierno del Fondo Verde (nombramiento que otorga la Organización de las Naciones Unidas).
En México ha sido Presidente del Consejo Nacional de Política Social; Coordinador del Gabinete Social; Presidente del Consejo de Estabilidad del Sistema Financiero; Coordinador del Gabinete Económico, así como Miembro del Gabinete de Seguridad.

### Precampaña presidencial para las elecciones de 2012
En 2011, contendió por la candidatura del PAN para la presidencia de la república, junto con Santiago Creel Miranda y Josefina Vázquez Mota, la cual ganó Josefina Vázquez Mota el 5 de febrero de 2012.

### Candidato a Senador
En febrero de 2012,  la Comisión Nacional de Elecciones del Partido Acción Nacional dio a conocer a Ernesto Cordero como Candidato 01 al Senado de la República por la lista nacional Plurinominal.

### Senador electo
En agosto de 2012, el Instituto Federal Electoral le entrega su constancia de Senador electo (enlace roto disponible en Internet Archive; véase el historial, la primera versión y la última). por el Partido Acción Nacional. El 13 de agosto Gustavo Madero Presidente Nacional de su Partido haciendo uso de sus facultades como presidente del Partido Acción Nacional y después de realizar una consulta indicativa entre los legisladores electos del Grupo Parlamentario, lo nombra Coordinador de la Bancada de Sendadores de su partido para la LXII Legislatura del Senado de México.
El 19 de mayo de 2013, Gustavo Madero le retiró el cargo de Coordinador del Grupo Parlamentario del PAN en el Senado, poniendo como coordinador sustituto a Jorge Luis Preciado Rodríguez. Aun así, Cordero conserva la Presidencia del Senado.

## Controversias
En el Super Bowl 2015 Cordero fue televisado y visto como espectador en el estadio de Phoenix generando controversia. 
El 20 de febrero de 2012 durante una conferencia de prensa para anunciar los logros de la supuesta recuperación económica en México, el entonces Secretario de Hacienda y Crédito público, Ernesto Cordero, declaró  que; Hay familias mexicanas que con ingresos de seis mil pesos al mes tienen crédito para una vivienda, tienen crédito para un coche, se dan tiempo de mandar a sus hijos a una escuela privada y están pagando las colegiaturas,, además señaló que; en México la gente es muy exigente y que "Siempre, por alguna razón, los mexicanos somos más exigentes con respecto a lo que nos gustaría y eso hace que siempre tengamos una perspectiva más negativa de lo que los datos duros muestran", y por lo tanto no se percibía la recuperación económica.
Estas declaraciones provocaron una lluvia de críticas hacia el entonces secretario por ser consideradas como fuera de la realidad, por parte de algunos analistas políticos y los usuarios de las redes sociales, asimismo calificaron al propio secretario como absurdo y lo acusaron de dar cifras alegres. Usuarios de Twitter arremetieron contra Ernesto Cordero, convirtiendo el tema de estas declaraciones en treading topic,y exigiéndole que viviera él con esa cantidad mensual. Después de conocer estas declaraciones algunos personajes políticos, como el diputado Jorge Carlos Ramírez Marín, declaró que; esto de los seis mil pesos, es una expresión que es real pero le falto un pedazo, Usted recibe sus 6,000 y va a la tienda de Harry Potter a comprar una varita mágica, y entonces si le alcanza para un coche, para la escuela, para otro coche. También el senador Carlos Navarrete Ruiz declaró que lo dicho por el secretario era materialmente imposible. Mientras que el gobernador de Chihuahua, César Duarte Jáquez dijo que lo dicho por el secretario había sido un desliz;  pues todos saben que con seis mil pesos es imposible hacer todo lo dicho por el secretario.
Durante su Precandidatura a la Presidencia de la República, su contrincante a la candidatura presidencial Josefina Vázquez Mota, criticó duramente a Ernesto Cordero y le presumió sus cifras de reducción de la pobreza como titular de Sedesol, cargo que también tuvo Cordero, dijo que ella (como encargada de SEDESOL) redujo la pobreza extrema de 23 a 14 millones de mexicanos. “Aunque esta cifra en gestiones que me precederían en la Sedesol —en clara alusión a Cordero— volverían a subir la pobreza. Yo dejé la pobreza en 14.7 millones de mexicanos y esa pobreza volvería a subir”.